# Halecia fulgidipes
Halecia fulgidipes es una especie de escarabajo del género Halecia, familia Buprestidae. Fue descrita científicamente por Lucasen 1858.